# Adeodato Ressi

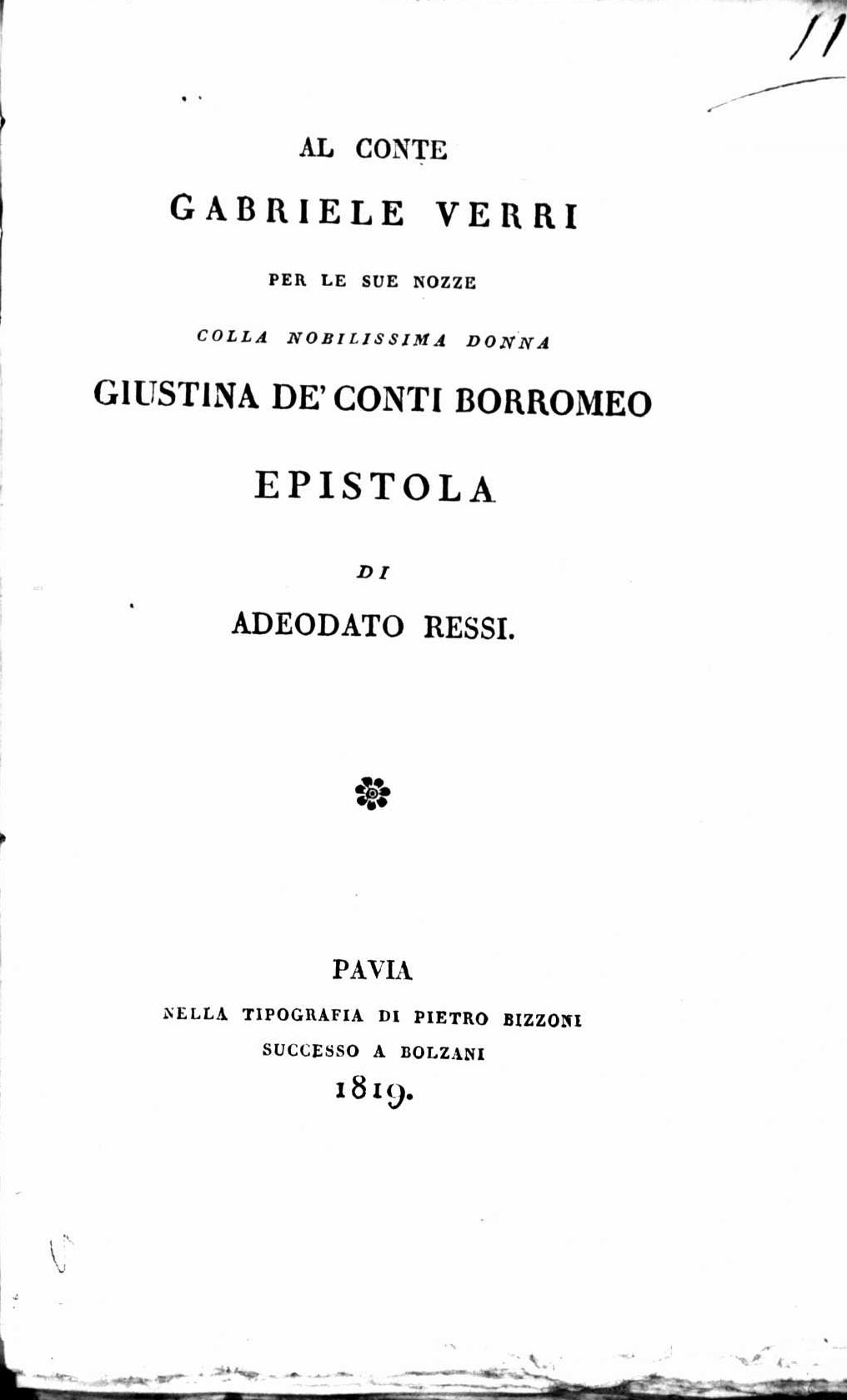
Al conte Gabriele Verri per le sue nozze colla nobilissima donna Giustina de' Conti Borromeo. Epistola di Adeodato Ressi, 1819

Il conte Adeodato Ressi (Cervia, 4 settembre 1768 – Venezia, 18 gennaio 1822) è stato un economista e patriota italiano.

## Biografia
Di famiglia nobile e agiata, dopo aver conseguito la laurea in giurisprudenza a Pavia, venne eletto deputato della Repubblica Cisalpina nel 1797.
Nel 1800 gli fu affidata la cattedra di Economia pubblica all'Università degli Studi di Pavia, dove continuò la docenza anche dopo la prima restaurazione e fino alla soppressione della cattedra, nel 1818.
Animato da sentimenti nazionali e da aspirazioni liberali, fu un attivo collaboratore del periodico milanese Il Conciliatore, confrontando su quelle pagine le proprie teorie economiche con quelle di Luigi Porro-Lambertenghi.
Con l'accusa di aver partecipato alle cospirazioni animate da un suo conterraneo, il forlivese Piero Maroncelli, nel 1821 venne arrestato e processato a Venezia: si trattò del celebre processo Maroncelli Pellico. Con la sentenza del 6 dicembre 1821, Adeodato Ressi fu condannato al carcere duro a vita, per carbonarismo.
Associato al carcere dell'isola di San Michele, vi morì il 18 gennaio 1822, pochi giorni prima che giungesse il disposto di riduzione della pena a sei anni.
La sua opera più importante è considerata Dell'economia della specie umana, un trattato di economia storica, in quattro tomi, ispirato ai principi liberisti. L'opera lo rese noto anche all'estero e venne immediatamente messa all'Indice.
A lui è stata dedicata una via a Milano, una a Pavia, una a Roma, una a Ravenna e una a Cervia, sua città natale.

## Opere
- Dell'economia della specie umana, 4 voll., Pavia, Pietro Bizzoni, 1817-20.
- Al conte Gabriele Verri per le sue nozze colla nobilissima donna Giustina de' Conti Borromeo. Epistola, Pavia, Pietro Bizzoni, 1819.